# Grelo (cantor)
Gabriel Ângelo Furtado de Oliveira (Anápolis, 1997), mais conhecido como Grelo ou De Ângelo, é um cantor, compositor, produtor musical e arranjador brasileiro.
Iniciou sua carreira de músico como compositor para vários artistas do cenário sertanejo, forró, piseiro e arrocha, compôs mais de 500 músicas, como "Esqueça-Me Se For Capaz" (Marília Mendonça e Maiara & Maraísa), "Erro Gostoso" (Simone Mendes), "Alô Ambev (Segue Sua Vida)" (Zé Neto & Cristiano) e "Quarta Cadeira" (Matheus & Kauan e Jorge & Mateus).
Em 2024, com o apoio da dupla sertaneja Henrique & Juliano, lançou-se como artista solo interpretando músicas autorais e covers de outros artistas. Sua versão de "Vida Loka - parte 1", do grupo de rap Racionais MCs, e a composição "Só Fé" chegaram ao topo das paradas do Spotify e da Billboard Brasil.

## Prêmios e indicações
| Ano  | Prêmio          | Categoria | Resultado | Ref.  |
| ---- | --------------- | --------- | --------- | ----- |
| 2025 | Troféu Imprensa | Revelação | Indicado  | [ 4 ] |
| 2025 | Troféu Internet | Revelação | Indicado  | [ 4 ] |

## Discografia

### Álbuns
- É o Grelo (2024)

### Singles
| Ano  | Título                | Melhor posição | Álbum     |
| Ano  | Título                | BRA            | Álbum     |
| ---- | --------------------- | -------------- | --------- |
| 2024 | "Só Fé"               | 1              | É o Grelo |
| 2024 | "De Graça ou Pagando" | 9              | É o Grelo |

### Outras canções que entraram nas tabelas musicais
| Ano  | Título          | Melhor posição | Álbum     |
| Ano  | Título          | BRA            | Álbum     |
| ---- | --------------- | -------------- | --------- |
| 2024 | "Perto de Você" | 51             | É o Grelo |
| 2024 | "Vida Loka"     | 82             | É o Grelo |